# Оганесян, Генрих Бардухмиосович
Ге́нрих (Оганес) Бардухимиосович Оганеся́н (1 сентября 1918, Эривань — 2 декабря 1964, Москва) — советский кинорежиссёр и сценарист.

## Биография
Родился 1 сентября 1918 года в Ереване.
Окончил Ереванскую театральную студию имени Сундукяна (1937), режиссёрский факультет ВГИКа (1954, мастерская С. А. Герасимова) — экстерном.
С 1937 года — актёр Ереванского театра имени Сундукяна,
с 1943 года — помощник режиссёра киностудии «Мосфильм», был ассистентом Сергея Герасимова на съёмкаx фильма «Молодая гвардия»
с 1945 года — помощник режиссёра, затем режиссёр Киностудии имени М. Горького. Отец сценаристки и драматурга Ганны Оганесян-Слуцки.
Умер 2 декабря 1964 года в Москве от рака желудка. Похоронен в Ереване.

## Фильмография

### Актёрские работы
- 1962 — Три плюс два — официант в ресторане (в титрах не указан)

### Режиссёрские работы
- 1954 — Дамы (совместно с Л. Кулиджановым)
- 1959 — Говорит спутник (совместно с В. Дорманом и С. Герасимовым)
- 1960 — Девичья весна (совместно с В. Дорманом)
- 1961 — Приключения Кроша
- 1962 — Три плюс два

### Сценарии
- 1959 — Ванька (совместно с В. Дорманом и Э. Бочаровым) из киноальманаха «Три рассказа Чехова».